# Maurice Cognacq
Pour les articles homonymes, voir Cognacq.
Maurice Cognacq (Maurice Charles Cognacq) est un médecin français né le 2 mai 1870 à Cayenne, en Guyane et mort en octobre 1949 à Saint-Germain-sur-Avre.

## Biographie

### Enfance et jeunesse
D'une famille de l'île de Ré, fils d'Étienne Gustave Cognacq (1825-1879), sous-inspecteur général des douanes, et de Joséphine Fouré (1849-, remariée au général Raoul Bouguié), il passe sa thèse de médecine le 6 novembre 1893.
Il épouse Sarah Aurore Pestre le 22 septembre 1908 à Paris (9e arrondissement).

### Fonctionnaire colonial
Il commence sa carrière en Chine où il est médecin à la Légation française de Pékin, auprès du chef de la diplomatie française, Paul Beau. Ce dernier en fait son chef de cabinet quand il est nommé gouverneur général de l'Indochine française, à la suite de Paul Doumer, en 1903. Cognacq est ensuite nommé par Beau directeur de l'École de médecine de Hanoï, embryon d'une université indochinoise que le nouveau gouverneur général vient de créer. Au cours de cette carrière médicale, Maurice Cognacq contribue à propager les services de vaccination du Tonkin. 
Sa carrière prend véritablement un élan nouveau quand il est  chargé de superviser les services de l'enseignement en Indochine où « il s'illustre par sa façon brutale de gérer la grève d'étudiants du collège Chasseloup-Laubat ».

### Gouverneur de la Cochinchine
Il est gouverneur de la Cochinchine française de 1922 à 1926, l'année de sa retraite. Dès 1923, il est vivement pris à partie par la presse progressiste de Cochinchine, notamment par Paul Monin et Eugène Dejean de la Bâtie. Malraux en fait une de ses têtes de turc dans le journal L'Indochine qu'il crée avec Paul Monin en 1925.  « Il fut vivement attaqué par André Malraux pour ses méthodes autoritaires »,qui le surnomme « M. Je-Menotte ».
En 1926, Cognacq est accusé d'avoir fait disparaître une partie des archives de Cochinchine. Pour cela et pour d'autres faits, il est mis à la retraite d'office ; mais refusant cette sanction, Cognacq poursuit l'administration devant le Conseil d'État qui lui donne finalement raison et lui accorde des dommages-intérêts importants.

## Distinctions
- Commandeur de la Légion d'honneur.